# Juan Manuel Yáñez León
Juan Manuel Yáñez León fue un político peruano.
Fue elegido diputado por la entonces provincia juninense de Pasco en 1919, reeligiéndose en 1924 y en 1929 hasta 1930 manteniendo el cargo durante todo el Oncenio de Leguía. Durante su gestión se destacan los esfuerzos que realizó para la conclusión de un lazareto en el Hospital Daniel Alcides Carrión de la ciudad de Cerro de Pasco.